# Пульгайм
Пульгайм (нім. Pulheim) — місто в Німеччині, знаходиться в землі Північний Рейн-Вестфалія. Підпорядковується адміністративному округу Кельн. Входить до складу району Райн-Ерфт.
Площа — 72,14 км2. Населення становить 54 636 ос. (станом на 31 грудня 2020).

## Уродженці
- Флоріан Віртц (* 2003) — німецький футболіст, півзахисник «Баєра».